# 이정상
이정상(李政相, 1984년 7월 11일 ~ )은 전 KBO 리그 야구 선수의 외야수이다.

## 출신학교
- 구리인창고등학교